# Ercole Gallegati
Ercole Gallegati, né le 21 novembre 1911 à Faenza et mort le 19 août 1990 à Castel San Pietro Terme, est un lutteur italien spécialiste de la lutte gréco-romaine.

## Carrière
Ercole Gallegati participe aux Jeux olympiques d'été de 1932 à Los Angeles et remporte la médaille de bronze dans la catégorie des poids mi-moyens. Lors des Jeux olympiques d'été de 1948 à Londres en lutte gréco-romaine, il remporte la médaille de bronze dans la catégorie des poids moyens.